# Gran Premio motociclistico del Qatar 2024
Il Gran Premio motociclistico del Qatar 2024 è stata la prima prova del motomondiale del 2024. Le vittorie nelle tre classi sono andate a: Jorge Martín nella Sprint e Francesco Bagnaia nella gara della MotoGP, Alonso López in Moto2 e David Alonso in Moto3.
Tra i piloti classificatisi nelle prime tre posizioni, il belga Barry Baltus nella gara della categoria Moto2, conclusa con il secondo posto, conquista il suo primo podio nel motomondiale, a distanza di quattro anni dall'analogo piazzamento ottenuto dal connazionale Xavier Siméon a Misano nel 2020, nella categoria MotoE.

## Prove e Qualifiche

### Moto3
Da quest'anno in Moto3 la prima sessione di prove libere non sarà valida per rientrare nei primi dodici che si qualificano direttamente al Q2. Nella prima sessione, il più veloce è stato Iván Ortolá su KTM (2'04"205); nelle due sessioni di Pre-qualifiche, nella combinata, José Antonio Rueda su KTM ha fatto segnare il miglior tempo (2'03"465).
In qualifica, la Pole Position è andata alla KTM di Daniel Holgado, ecco i risultati dei primi cinque classificati:
| Pos | Nº | Pilota             | Team                  | Tempo    |
| --- | -- | ------------------ | --------------------- | -------- |
| 1   | 96 | Daniel Holgado     | Red Bull GASGAS Tech3 | 2'02.276 |
| 2   | 48 | Iván Ortolá        | MT Helmets - MSi      | 2'02.541 |
| 3   | 99 | José Antonio Rueda | Red Bull KTM Ajo      | 2'02.596 |
| 4   | 31 | Adrián Fernández   | Leopard Racing        | 2'02.632 |
| 5   | 18 | Matteo Bertelle    | Rivacold Snipers Team | 2'02.672 |

### Moto2
Cosi come in Moto3, anche in Moto2 la prima sessione di prove libere non vale per accedere direttamente al Q2. Nella prima prova libera, Fermín Aldeguer sulla Boscoscuro ha fatto segnare il miglior tempo in 1'58"373. Dopo la prima sessione di Pre-qualifica segnata dalla pioggia, la seconda sessione ha visto Arón Canet su Kalex in 1'57"176.
In qualifica, la Pole Position è andata alla Kalex di Arón Canet, ecco i risultati dei primi cinque classificati:
| Pos | Nº | Pilota          | Team                     | Tempo    |
| --- | -- | --------------- | ------------------------ | -------- |
| 1   | 44 | Arón Canet      | Fantic Racing            | 1'56.788 |
| 2   | 21 | Alonso López    | Sync SpeedUp             | 1'56.890 |
| 3   | 75 | Albert Arenas   | QJMotor Gresini Moto2    | 1'57.025 |
| 4   | 31 | Manuel González | QJMotor Gresini Moto2    | 1'57.027 |
| 5   | 18 | Tony Arbolino   | Elf Marc VDS Racing Team | 1'57.214 |

### MotoGP
Nella prima sessione di prove libere il miglior tempo è di Jorge Martín sulla Ducati Desmosedici in 1'52"624. Nella sessione Pre-qualifica arriva la pioggia ed i piloti decidono, insieme alla direzione gara, di spostare la sessione al mattino seguente, con una seconda sessione di prove libere sul bagnato con Marc Márquez che segna il miglior tempo in 2'06"544. Nel Pre-qualifica, Álex Márquez è il pilota più veloce in pista in 1'51"108.
Nel Q1 riescono a qualificarsi alla fase successiva Raúl Fernández e Jack Miller. La Pole Position va alla Ducati di Jorge Martín in 1'50"789, seguito dall'Aprilia di Aleix Espargaró e dalla Ducati ufficiale di Enea Bastianini. Di seguito i risultati delle qualifiche:
| Pos. | Nº | Pilota                | Team                         | Tempo     | Tempo    |
| Pos. | Nº | Pilota                | Team                         | Q1        | Q2       |
| ---- | -- | --------------------- | ---------------------------- | --------- | -------- |
| 1    | 89 | Jorge Martín          | Prima Pramac Racing          | Già in Q2 | 1'50.789 |
| 2    | 41 | Aleix Espargaró       | Aprilia Racing               | Già in Q2 | 1'50.872 |
| 3    | 23 | Enea Bastianini       | Ducati Lenovo Team           | Già in Q2 | 1'50.875 |
| 4    | 33 | Brad Binder           | Red Bull KTM Factory Racing  | Già in Q2 | 1'50.913 |
| 5    | 1  | Francesco Bagnaia     | Ducati Lenovo Team           | Già in Q2 | 1'50.928 |
| 6    | 93 | Marc Márquez          | Gresini Racing               | Già in Q2 | 1'50.961 |
| 7    | 49 | Fabio Di Giannantonio | Pertamina Enduro VR46 Racing | Già in Q2 | 1'51.019 |
| 8    | 31 | Pedro Acosta          | Red Bull GASGAS Tech3        | Già in Q2 | 1'51.130 |
| 9    | 73 | Álex Márquez          | Gresini Racing               | Già in Q2 | 1'51.266 |
| 10   | 12 | Maverick Viñales      | Aprilia Racing               | Già in Q2 | 1'51.306 |
| 11   | 43 | Jack Miller           | Red Bull KTM Factory Racing  | 1'51.526  | 1'51.340 |
| 12   | 25 | Raúl Fernández        | Trackhouse Racing            | 1'51.436  | 1'51.521 |
| 13   | 5  | Johann Zarco          | Castrol Honda LCR            | 1'51.537  |          |
| 14   | 88 | Miguel Oliveira       | Trackhouse Racing            | 1'51.565  |          |
| 15   | 72 | Marco Bezzecchi       | Pertamina Enduro VR46 Racing | 1'51.864  |          |
| 16   | 20 | Fabio Quartararo      | Monster Energy Yamaha        | 1'51.918  |          |
| 17   | 36 | Joan Mir              | Repsol Honda                 | 1'52.026  |          |
| 18   | 37 | Augusto Fernández     | Red Bull GASGAS Tech3        | 1'52.204  |          |
| 19   | 30 | Takaaki Nakagami      | Idemitsu Honda LCR           | 1'52.228  |          |
| 20   | 42 | Álex Rins             | Monster Energy Yamaha        | 1'52.327  |          |
| 21   | 10 | Luca Marini           | Repsol Honda                 | 1'52.952  |          |
| 22   | 21 | Franco Morbidelli     | Prima Pramac Racing          | 1'52.980  |          |

## Gare

### MotoGP

#### Sprint
Jorge Martín, sempre in testa alla gara, riesce a portarsi a casa il primo successo, non ufficiale, dell'anno conquistando la prima gara Sprint dell'anno, la sua ottava nelle ultime nove. Segue la KTM RC16 ufficiale di Brad Binder e chiude il podio l'Aprilia di Aleix Espargaró che è riuscito nelle ultime tornate a superare Bagnaia per l'ultimo gradino del podio. Quinto Marc Márquez al debutto con la Gresini, segue Bastianini, Álex Márquez settimo, ottavo al debutto nella categoria Pedro Acosta e chiude la zona punti l'altra Aprilia ufficiale di Maverick Viñales. Di seguito i risultati della gara Sprint:

##### Arrivati al traguardo
| Pos. | Nº | Pilota            | Squadra                      | Motocicletta       | Giri | Tempo     | Griglia | Punti |
| ---- | -- | ----------------- | ---------------------------- | ------------------ | ---- | --------- | ------- | ----- |
| 1º   | 89 | Jorge Martín      | Prima Pramac Racing          | Ducati Desmosedici | 11   | 20'41"287 | 1º      | 12    |
| 2º   | 33 | Brad Binder       | Red Bull KTM Factory Racing  | KTM RC16           | 11   | +0.548    | 4º      | 9     |
| 3º   | 41 | Aleix Espargaró   | Aprilia Racing               | Aprilia RS-GP      | 11   | +0.729    | 2º      | 7     |
| 4º   | 1  | Francesco Bagnaia | Ducati Lenovo Team           | Ducati Desmosedici | 11   | +1.625    | 5º      | 6     |
| 5º   | 93 | Marc Márquez      | Gresini Racing               | Ducati Desmosedici | 11   | +1.872    | 6º      | 5     |
| 6º   | 23 | Enea Bastianini   | Ducati Lenovo Team           | Ducati Desmosedici | 11   | +2.322    | 3º      | 4     |
| 7º   | 73 | Álex Márquez      | Gresini Racing               | Ducati Desmosedici | 11   | +3.154    | 9º      | 3     |
| 8º   | 31 | Pedro Acosta      | Red Bull GASGAS Tech3        | KTM RC16           | 11   | +4.431    | 8º      | 2     |
| 9º   | 12 | Maverick Viñales  | Aprilia Racing               | Aprilia RS-GP      | 11   | +6.738    | 10º     | 1     |
| 10º  | 43 | Jack Miller       | Red Bull KTM Factory Racing  | KTM RC16           | 11   | +12.670   | 11º     |       |
| 11º  | 72 | Marco Bezzecchi   | Pertamina Enduro VR46 Racing | Ducati Desmosedici | 11   | +12.835   | 15º     |       |
| 12º  | 20 | Fabio Quartararo  | Monster Energy Yamaha        | Yamaha YZR-M1      | 11   | +12.863   | 16º     |       |
| 13º  | 88 | Miguel Oliveira   | Trackhouse Racing            | Aprilia RS-GP      | 11   | +13.095   | 14º     |       |
| 14º  | 25 | Raúl Fernández    | Trackhouse Racing            | Aprilia RS-GP      | 11   | +13.795   | 12º     |       |
| 15º  | 36 | Joan Mir          | Repsol Honda                 | Honda RC213V       | 11   | +14.096   | 17º     |       |
| 16º  | 5  | Johann Zarco      | Castrol Honda LCR            | Honda RC213V       | 11   | +14.840   | 13º     |       |
| 17º  | 42 | Álex Rins         | Monster Energy Yamaha        | Yamaha YZR-M1      | 11   | +15.629   | 20º     |       |
| 18º  | 37 | Augusto Fernández | Red Bull GASGAS Tech3        | KTM RC16           | 11   | +17.711   | 18º     |       |
| 19º  | 30 | Takaaki Nakagami  | LCR Honda Idemitsu           | Honda RC213V       | 11   | +22.733   | 19º     |       |
| 20º  | 21 | Franco Morbidelli | Prima Pramac Racing          | Ducati Desmosedici | 11   | +23.267   | 22º     |       |
| 21º  | 10 | Luca Marini       | Repsol Honda                 | Honda RC213V       | 11   | +25.553   | 20º     |       |

##### Ritirati
| Nº | Pilota                | Squadra                      | Motocicletta       | Giri | Griglia |
| -- | --------------------- | ---------------------------- | ------------------ | ---- | ------- |
| 49 | Fabio Di Giannantonio | Pertamina Enduro VR46 Racing | Ducati Desmosedici | 2    | 7º      |

#### Gara
Dopo neanche mezzo giro, Francesco Bagnaia prende la testa della gara che non molla più fino alla fine andando a vincere la prima gara della stagione, la sua diciannovesima in MotoGP e la sua ventinovesima in carriera. Dopo la Sprint, chiude in seconda posizione anche alla domenica la KTM di Brad Binder al decimo podio nella Classe Regina. Terza la Pramac del numero 89 Jorge Martín. Il giro più veloce della gara va al Rookie Pedro Acosta sulla Red Bull GASGAS Tech3 in 1'52"657 al secondo giro. Di seguito i risultati della gara:

##### Arrivati al traguardo
| Pos. | Nº | Pilota                | Squadra                      | Motocicletta       | Giri | Tempo     | Griglia | Punti |
| ---- | -- | --------------------- | ---------------------------- | ------------------ | ---- | --------- | ------- | ----- |
| 1º   | 1  | Francesco Bagnaia     | Ducati Lenovo                | Ducati Desmosedici | 21   | 39'34.869 | 5º      | 25    |
| 2º   | 33 | Brad Binder           | Red Bull KTM Factory Racing  | KTM RC16           | 21   | +1.329    | 4º      | 20    |
| 3º   | 89 | Jorge Martín          | Prima Pramac Racing          | Ducati Desmosedici | 21   | +1.933    | 1º      | 16    |
| 4º   | 93 | Marc Márquez          | Gresini Racing               | Ducati Desmosedici | 21   | +3.429    | 6º      | 13    |
| 5º   | 23 | Enea Bastianini       | Ducati Lenovo                | Ducati Desmosedici | 21   | +5.153    | 3º      | 11    |
| 6º   | 73 | Álex Márquez          | Gresini Racing               | Ducati Desmosedici | 21   | +6.791    | 9º      | 10    |
| 7º   | 49 | Fabio Di Giannantonio | Pertamina Enduro VR46 Racing | Ducati Desmosedici | 21   | +9.161    | 7º      | 9     |
| 8º   | 41 | Aleix Espargaró       | Aprilia Racing               | Aprilia RS-GP      | 21   | +11.242   | 2º      | 8     |
| 9º   | 31 | Pedro Acosta          | Red Bull GASGAS Tech3        | KTM RC16           | 21   | +11.595   | 8º      | 7     |
| 10º  | 12 | Maverick Viñales      | Aprilia Racing               | Aprilia RS-GP      | 21   | +13.197   | 10º     | 6     |
| 11º  | 20 | Fabio Quartararo      | Monster Energy Yamaha        | Yamaha YZR-M1      | 21   | +17.701   | 16º     | 5     |
| 12º  | 5  | Johann Zarco          | Castrol Honda LCR            | Honda RC213V       | 21   | +18.075   | 13º     | 4     |
| 13º  | 36 | Joan Mir              | Repsol Honda                 | Honda RC213V       | 21   | +18.437   | 17º     | 3     |
| 14º  | 72 | Marco Bezzecchi       | Pertamina Enduro VR46 Racing | Ducati Desmosedici | 21   | +19.194   | 15º     | 2     |
| 15º  | 88 | Miguel Oliveira       | Trackhouse Racing            | Aprilia RS-GP      | 21   | +20.717   | 14º     | 1     |
| 16º  | 42 | Álex Rins             | Monster Energy Yamaha        | Yamaha YZR-M1      | 21   | +24.093   | 20º     |       |
| 17º  | 37 | Augusto Fernández     | Red Bull GASGAS Tech3        | KTM RC16           | 21   | +24.106   | 18º     |       |
| 18º  | 21 | Franco Morbidelli     | Prima Pramac Racing          | Ducati Desmosedici | 21   | +24.641   | 22º     |       |
| 19º  | 30 | Takaaki Nakagami      | Idemitsu Honda LCR           | Honda RC213V       | 21   | +25.556   | 19º     |       |
| 20º  | 10 | Luca Marini           | Repsol Honda                 | Honda RC213V       | 21   | +42.422   | 21º     |       |
| 21º  | 43 | Jack Miller           | Red Bull KTM Factory Racing  | KTM RC16           | 21   | +42.761   | 19º     |       |

##### Ritirati
| Nº | Pilota         | Squadra           | Motocicletta  | Giri | Griglia |
| -- | -------------- | ----------------- | ------------- | ---- | ------- |
| 25 | Raúl Fernández | Trackhouse Racing | Aprilia RS-GP | 17   | 12º     |

### Moto2
Alonso López si porta a casa la sua terza vittoria nel Motomondiale, la prima dal Gran Premio d'Australia 2022, e la quinta per il team Speed Up. Chiude secondo Barry Baltus, al primo podio in carriera, sulla RW Racing GP. Altro primo podio nella categoria anche per Sergio García con la Boscoscuro del team MT Helmets - MSi, al debutto nella Moto2. Di seguito i risultati della gara:

#### Arrivati al traguardo
| Pos | Nº | Pilota                  | Squadra                         | Motocicletta | Giri | Tempo     | Griglia | Punti |
| --- | -- | ----------------------- | ------------------------------- | ------------ | ---- | --------- | ------- | ----- |
| 1°  | 21 | Alonso López            | Sync Speed Up                   | Boscoscuro   | 18   | 35'45.595 | 2º      | 25    |
| 2°  | 7  | Barry Baltus            | RW-Idrofoglia Racing GP         | Kalex        | 18   | +0.055    | 6º      | 20    |
| 3°  | 3  | Sergio García           | MT Helmets - MSi                | Boscoscuro   | 18   | +0.742    | 18º     | 16    |
| 4°  | 79 | Ai Ogura                | MT Helmets - MSi                | Boscoscuro   | 18   | +1.514    | 13º     | 13    |
| 5°  | 18 | Manuel González         | QJMotor Gresini Moto2           | Kalex        | 18   | +5.100    | 4º      | 11    |
| 6°  | 24 | Marcos Ramírez          | OnlyFans American Racing Team   | Kalex        | 18   | +5.320    | 8º      | 10    |
| 7°  | 16 | Joe Roberts             | OnlyFans American Racing Team   | Kalex        | 18   | +9.058    | 14º     | 9     |
| 8°  | 75 | Albert Arenas           | QJMotor Gresini Moto2           | Kalex        | 18   | +9.210    | 3º      | 8     |
| 9°  | 13 | Celestino Vietti        | Red Bull KTM Ajo                | Kalex        | 18   | +10.710   | 16º     | 7     |
| 10° | 44 | Arón Canet              | Fantic Racing                   | Kalex        | 18   | +10.879   | 1º      | 6     |
| 11° | 35 | Somkiat Chantra         | Idemitsu Honda Team Asia        | Kalex        | 18   | +15.066   | 15º     | 5     |
| 12° | 52 | Jeremy Alcoba           | Yamaha VR46 Master Camp Team    | Kalex        | 18   | +18.986   | 12º     | 4     |
| 13° | 84 | Zonta van den Goorbergh | RW-Idrofoglia Racing GP         | Kalex        | 18   | +19.038   | 10º     | 3     |
| 14° | 64 | Bo Bendsneyder          | Pertamina Mandalika GAS UP Team | Kalex        | 18   | +22.338   | 17º     | 2     |
| 15° | 53 | Deniz Öncü              | Red Bull KTM Ajo                | Kalex        | 18   | +22.568   | 20º     | 1     |
| 16° | 54 | Fermín Aldeguer         | Sync Speed Up                   | Boscoscuro   | 18   | +25.220   | 7º      |       |
| 17° | 81 | Senna Agius             | Liqui Moly Husqvarna Intact GP  | Kalex        | 18   | +27.060   | 21º     |       |
| 18° | 15 | Darryn Binder           | Liqui Moly Husqvarna Intact GP  | Kalex        | 18   | +28.515   | 11º     |       |
| 19° | 71 | Dennis Foggia           | Italtrans Racing Team           | Kalex        | 18   | +30.099   | 23º     |       |
| 20° | 14 | Tony Arbolino           | Elf Marc VDS Racing Team        | Kalex        | 18   | +30.356   | 5º      |       |
| 21° | 12 | Filip Salač             | Elf Marc VDS Racing Team        | Kalex        | 18   | +41.203   | 19º     |       |
| 22° | 10 | Diogo Moreira           | Italtrans Racing Team           | Kalex        | 18   | +43.118   | 26º     |       |
| 23° | 20 | Xavier Cardelús         | Fantic Racing                   | Kalex        | 18   | +43.185   | 27º     |       |
| 24° | 34 | Mario Suryo Aji         | Idemitsu Honda Team Asia        | Kalex        | 18   | +43.259   | 28º     |       |
| 25° | 5  | Jaume Masiá             | Pertamina Mandalika GAS UP Team | Kalex        | 18   | +43.623   | 22º     |       |
| 26° | 11 | Álex Escrig             | Klint Forward Factory Team      | Forward      | 18   | +1 giro   | 24º     |       |
| 27° | 4  | Xavier Artigas          | Klint Forward Factory Team      | Forward      | 18   | +1 giro   | 29º     |       |

#### Ritirati
| Nº | Pilota       | Squadra                      | Motocicletta | Giri | Griglia |
| -- | ------------ | ---------------------------- | ------------ | ---- | ------- |
| 28 | Izan Guevara | CFMoto Aspar Team            | Kalex        | 12   | 9º      |
| 22 | Ayumu Sasaki | Yamaha VR46 Master Camp Team | Kalex        | 6    | 25º     |

### Moto3
La gara è stata vinta al fotofinish dal colombiano David Alonso del team CFMoto Aspar Team, al suo quinto successo in carriera. Battuto invece Daniel Holgado, dopo essere partito in Pole per la seconda volta consecutiva in Qatar. Chiude il podio, il secondo della carriera, Taiyo Furusato con l'Honda Team Asia. Il migliore degli italiani è Riccardo Rossi, quarto, con il team CIP Green Power. Di seguito i risultati della gara:

#### Arrivati al traguardo
| Pos | Nº | Pilota               | Squadra                        | Motocicletta  | Giri | Tempo     | Griglia | Punti |
| --- | -- | -------------------- | ------------------------------ | ------------- | ---- | --------- | ------- | ----- |
| 1°  | 80 | David Alonso         | CFMoto Aspar Team              | CFMoto        | 16   | 33'19.778 | 8º      | 25    |
| 2°  | 96 | Daniel Holgado       | Red Bull GASGAS Tech3          | KTM RC 250 GP | 16   | +0.041    | 1º      | 20    |
| 3°  | 72 | Taiyo Furusato       | Honda Team Asia                | Honda NSF250R | 16   | +0.143    | 18º     | 16    |
| 4°  | 54 | Riccardo Rossi       | CIP Green Power                | KTM RC 250 GP | 16   | +0.186    | 7º      | 13    |
| 5°  | 95 | Collin Veijer        | Liqui Moly Husqvarna Intact GP | Husqvarna     | 16   | +0.338    | 10º     | 11    |
| 6°  | 82 | Stefano Nepa         | LevelUp - MTA                  | KTM RC 250 GP | 16   | +0.416    | 16º     | 10    |
| 7°  | 24 | Tatsuki Suzuki       | Liqui Moly Husqvarna Intact GP | Husqvarna     | 16   | +1.144    | 19º     | 9     |
| 8°  | 66 | Joel Kelso           | BOE Motorsports                | KTM RC 250 GP | 16   | +9.465    | 6º      | 8     |
| 9°  | 48 | Iván Ortolá          | MT Helmets - MSi               | KTM RC 250 GP | 16   | +10.019   | 2º      | 7     |
| 10° | 12 | Jacob Roulstone      | Red Bull GASGAS Tech3          | KTM RC 250 GP | 16   | +10.626   | 17º     | 6     |
| 11° | 78 | Joel Esteban         | CFMoto Aspar Team              | CFMoto        | 16   | +10.827   | 23º     | 5     |
| 12° | 36 | Ángel Piqueras       | Leopard Racing                 | Honda NSF250R | 16   | +10.933   | 12º     | 4     |
| 13° | 19 | Scott Ogden          | MLav Racing                    | Honda NSF250R | 16   | +12.928   | 20º     | 3     |
| 14° | 10 | Nicola Fabio Carraro | LevelUp - MTA                  | KTM RC 250 GP | 16   | +12.946   | 22º     | 2     |
| 15° | 58 | Luca Lunetta         | SIC58 Squadra Corse            | Honda NSF250R | 16   | +13.527   | 14º     | 1     |
| 16° | 64 | David Muñoz          | BOE Motorsports                | KTM RC 250 GP | 16   | +15.953   | 13º     |       |
| 17° | 55 | Noah Dettwiler       | CIP Green Power                | KTM RC 250 GP | 16   | +28.926   | 25º     |       |
| 18° | 70 | Joshua Whatley       | MLav Racing                    | Honda NSF250R | 16   | +29.126   | 21º     |       |
| 19° | 5  | Tatchakorn Buasri    | Honda Team Asia                | Honda NSF250R | 16   | +34.620   | 24º     |       |

#### Ritirati
| Nº | Pilota             | Squadra               | Motocicletta  | Giri | Griglia |
| -- | ------------------ | --------------------- | ------------- | ---- | ------- |
| 21 | Vicente Pérez      | Red Bull KTM Ajo      | KTM RC 250 GP | 15   | 9º      |
| 31 | Adrián Fernández   | Leopard Racing        | Honda NSF250R | 15   | 4º      |
| 6  | Ryusei Yamanaka    | MT Helmets - MSi      | KTM RC 250 GP | 14   | 15º     |
| 7  | Filippo Farioli    | SIC58 Squadra Corse   | Honda NSF250R | 4    | 11º     |
| 18 | Matteo Bertelle    | Rivacold Snipers Team | Honda NSF250R | 4    | 5º      |
| 99 | José Antonio Rueda | Red Bull KTM Ajo      | KTM RC 250 GP | 2    | 3º      |